# Themba Muziwakhe Nicholas Kubheka
Themba Muziwakhe Nicholas Kubheka (* 17. Februar 1948; † 6. Januar 2021 in Pietermaritzburg) war ein Aktivist des African National Congress (ANC) und südafrikanischer Diplomat.
1969 erhielt er den Bachelor of Arts der University of California, Los Angeles, 1971 den Master of Arts der New York University, 1979 wurde er in den Fächern Bildungspolitik und -verwaltung an der University of Cambridge promoviert. 1984 nahm er an einem Distinguished College Teachers Fellowship der Yale University teil. 1982 und 1992 nahm er an einem Post-Doctoral Fellowship der Boston University teil.
1973 war er Gründungsmitglied der National Youth Organisation (NAYO), die er in der Provinz Natal organisierte. 1974 trat er klandestin dem ANC bei, wurde verhaftet und in einem Gerichtsprozess zur verbotenen National Youth Organisation (NAYO trial) 1976 verurteilt; anschließend ging er ins Exil.
In der Deutschen Demokratischen Republik absolvierte er ein sechsmonatiges Volontariat zum Journalisten und wurde anschließend bei den Sechaba Publications, dem Organ des ANC, beschäftigt.
1978 bereitete er die Eröffnung einer Vertretung des ANC in Ost-Berlin vor. 1981 wurde er zweiter Vertreter des ANC in den skandinavischen Staaten.
Von 1985 bis 1990 war er Vertreter des ANC in Kopenhagen und Reykjavík und konnte in dieser Funktion den ANC und weitere Anti-Apartheid-Gruppierungen in Südafrika unterstützten.
1994 wurde er Koordinator des ANC in der Regierung von KwaZulu-Natal. 1997 trat er in den auswärtigen Dienst von Südafrika ein. Von 1999 bis zum 8. November 2001 war er Botschafter in Kopenhagen,
vom 8. November 2001 bis 2005 war er Botschafter in Peking und war gleichzeitig in Pjöngjang akkreditiert. 2003 starben seine zweite Ehefrau und ihr gemeinsamer Sohn bei einem Verkehrsunfall.
Von 2005 bis 2009 war er Botschafter in Luanda.